# En+ Group
Эн+ (Международная компания ПАО «ЭН+ ГРУП») — вертикально интегрированный производитель алюминия и электроэнергии, управляющая активами в сфере энергетики, цветной металлургии и горнорудной промышленности, а также логистики и стратегически связанных с ними отраслях.

## История
En+ Group была создана в 2002 году как акционер нескольких предприятий алюминиевой отрасли.
В 2003 в результате реструктуризации и консолидации ряда алюминиевых и глинозёмных производств был создан Rusal Holding Limited (впоследствии на её основе был сформирован ОК РУСАЛ). В 2004 году 100 % акций Rusal Holding Limited были переведены на En+ Group.
В 2003-м Группа приобрела 64 % акций Красноярской ГЭС, а в период с 2003 по 2007 годы — ещё 4,3 %.
В 2007 в результате приобретения со стороны En+ Group СУАЛа и глинозёмных активов Glencore был создан ОК РУСАЛ. В тот же год En+ Group (через дочернее предприятие АО «Евросибэнерго») довела до 50,2 % долю владения акциями «Иркутскэнерго» (энергетической компании, владеющей рядом крупных ГЭС и ТЭС, с совокупной генерирующей мощностью 12,8 ГВт).
В 2014 En+ Group приобрела 3,4 % акций РусГидро, впоследствии обменяв их на 25 % акций Красноярской ГЭС, владельцем которой на тот момент являлась РусГидро.
В 2016 Группа приобрела дополнительные 40,3 % «Иркутскэнерго» у «Интер РАО», доведя свою долю участия до 90,8 %. В том же году на основании обязательного конкурсного предложения и выкупа, En+ Group увеличила свою долю акций Красноярской ГЭС до 100 %.
В 2017 En+ Group успешно провела крупнейшее в 2017 году IPO на Лондонской фондовой бирже. В результате публичного размещения компания привлекла $1,5 млрд. В соответствии с обязательствами, обозначенными группой до IPO, привлеченные в рамках размещения средства были направлены на снижение долговой нагрузки: вскоре после IPO был досрочно полностью погашен долг перед банком ВТБ в размере $942 млн.
В 2020 году En+ Group закрыла сделку по выкупу 21,37 % своих акций у ВТБ.
В 2021 году Группа опубликовала план по достижению нулевого баланса выбросов парниковых газов. К 2030 году группа должна снизить выбросы на 35 %, а к 2050 году добиться полной углеродной нейтральности.
В 2022 году En+ отметила 20-летний юбилей. В Иркутске — основном регионе работы компании — 18-20 ноября прошел фестиваль культуры «Энергия».

### Включение En+ Group в санкционный список США
6 апреля 2018 года в составе всех активов Олега Дерипаски En+ Group была включена в список лиц и организаций, находящихся под санкциями США. 27 апреля 2018 года председатель совета директоров En+ Group Грегори Баркер представил план по выводу компании из санкционных списков США («План Баркера»). План предусматривал, среди прочего, снижение пакета акций Олега Дерипаски до уровня ниже 50 % и назначение независимых директоров в совет директоров En+ Group.
2 мая 2018 года министерство финансов США продлило En+ Group действие генеральных лицензий, разрешающих санкционным компаниям продолжение деятельности до 6 июня 2018 года (впоследствии лицензии несколько раз продлевались, до 21 января 2019 года). Продление было предоставлено по запросу компании для реализации «Плана Баркера».
21 июля министр финансов США Стивен Мнучин заявил, что главная цель санкций не закрытие бизнеса En+ Group, а ограничение деятельности Олега Дерипаски.
19 декабря 2018 года министерство финансов США уведомило Конгресс США о намерении снять санкции с En+ Group после изменения корпоративной структуры группы компаний, согласованной США.
20 декабря 2018 года акционеры En+ Group поддержали перерегистрацию группы компаний с острова Джерси на Октябрьский остров в Калининградской области Российской Федерации. Там в соответствии с законом «О международных компаниях» был создан специальный административный район. 8 февраля 2019 года вновь сформированный в соответствии с требованиями США совет директоров подтвердил решение о перерегистрации En+ и «Русала» на территории России. При регистрации в Едином государственном реестре юридических лиц РФ компания должна получить наименование «Международная компания публичное акционерное общество „Эн+ груп“» (МКПАО «Эн+ груп»).

## Собственники и руководство
По данным Минфина США на конец 2018 г., Олег Дерипаска и члены его семьи владели пакетом в 70 % акций En+.
В соответствии с планом по выведению En+ Group из-под санкций США доля владения Олега Дерипаски будет снижена до 44,95 %, увеличение пакета будет запрещено. Кроме того, доля акций, по которым Дерипаска сможет голосовать составит 35 %.
28 января 2019 года группа была исключена из санкционного списка минфина США после процедуры обновления совета директоров. Вместо семи россиян были назначены независимые директора, чьи кандидатуры были согласованы с управлением по контролю над иностранными активами минфина США. Новыми независимыми директорами стали Кристофер Бэнкрофт Бернем, Карл Хьюс, Джоан Макнафтон, Николас Йордан, Игорь Ложевский, Александр Чмель и Андрей Шаронов.
Генеральный директор — Владимир Колмогоров. Председатель совета директоров — Кристофер Бэнкрофт Бёрнем.

### Регистрация
Штаб-квартира компании расположена в Москве. До 2019 года компания зарегистрирована на острове Джерси, являющемся офшором. 20 декабря 2018 года акционеры En+ Group поддержали перерегистрацию группы компаний с острова Джерси на Октябрьский остров в Калининградской области Российской Федерации. Там в соответствии с законом «О международных компаниях» был создан специальный административный район. 8 февраля 2019 года совет директоров подтвердил решение о перерегистрации En+ и «Русала» на территории России. При регистрации в Едином государственном реестре юридических лиц РФ компания должна получить наименование «Международная компания публичное акционерное общество „Эн+ груп“» (МКПАО «Эн+ груп»).

### Оценки в СМИ
В 2019 г. Олег Дерипаска снизил долю в активах и утратил контроль над En+ в обмен на снятие с En+ санкций США. Условия сделки с ОFAC и Минфином США «во многом выглядят как передача контроля над активами Олега Дерипаски США». В числе прочего, с En+ аффилированы вторая и третья по величине установленной мощности гидроэлектростанции в России, Красноярская ГЭС с установленной мощностью порядка 6000 МВт и Братская ГЭС с установленной мощностью порядка 4500 МВт..
В 2017 г. Олег Дерипаска получил кипрский паспорт «в обмен на инвестиции в экономику Кипра». В 2019 г. представитель бизнесмена опроверг то, что его могли лишить кипрского паспорта. Возможно, власти Кипра смогли лишить бизнесмена гражданства в 2022 году.
Министр иностранных дел России Сергей Лавров может считать Олега Дерипаску «одним из выдающихся бизнес-лидеров нашей страны».

## Деятельность
Бизнес группы объединяет электрогенерирующие активы установленной мощностью 19,6 ГВт, более 75 % которых приходится на гидроэлектростанции, и алюминиевые производства с годовой мощностью производства 3,9 миллиона тонн, что делает Эн+ крупнейшим производителем алюминия в мире за пределами Китая. Гидроэлектростанции En+ Group обеспечивают около 90 % потребностей собственных производственных мощностей алюминия в Сибири, ключевом операционном регионе компании.

### Металлургия
En+ Group владеет 56,88 % долей в ОК РУСАЛ, что позволяет Группе осуществлять операционный контроль. Доля En+ Group в мировом производстве алюминия составляет около 6,2 %, таким образом Группа является крупнейшим мировым производителем алюминия за пределами Китая.
Деятельность En+ Group в металлургии включает добычу и переработку бокситов в глинозем и производство и продажу первичного алюминия, глинозема и производной продукции. Основные заводы расположены в Сибири и являются главными потребителями электроэнергии, производимой электростанциями Группы.
По итогам 2021 года En+ Group произвела 3,7 млн тонн первичного алюминия, 8,3 млн тонн глинозема и 15,1 млн тонн бокситов. Компания является на 100 % самодостаточной в производстве глинозема и на 80 % в производстве бокситов.

#### Ключевые активы En+ Group в алюминиевой отрасли
| Страна       | Название                        | Площадка               | Год запуска | Мощность, тыс. т |
| ------------ | ------------------------------- | ---------------------- | ----------- | ---------------- |
| Флаг России  | Красноярский алюминиевый завод  | Красноярск             | 1964        | 1019             |
| Флаг России  | Братский алюминиевый завод      | Братск                 | 1966        | 1008             |
| Флаг России  | Богучанский алюминиевый завод   | пос. Таёжный           | 2016        | 588              |
| Флаг России  | Иркутский алюминиевый завод     | Шелехов                | 1962        | 529              |
| Флаг России  | Саяногорский алюминиевый завод  | Саяногорск             | 1985        | 524              |
| Флаг России  | Новокузнецкий алюминиевый завод | Новокузнецк            | 1943        | 322              |
| Флаг России  | Хакасский алюминиевый завод     | Саяногорск             | 2006        | 297              |
| Флаг России  | Волгоградский алюминиевый завод | Волгоград              | 1959        | 168              |
| Флаг России  | Кандалакшский алюминиевый завод | Кандалакша             | 1951        | 76               |
| Флаг Швеции  | Kubikenborg                     | Сундсвалль             | 1943        | 128              |
| Флаг Нигерии | ALSCON                          | Икот Абаси (Аква-Ибом) | 1997        | 96               |

| Страна         | Название                       | Площадка          | Год запуска | Мощность, млн т |
| -------------- | ------------------------------ | ----------------- | ----------- | --------------- |
| Флаг России    | Ачинский глинозёмный комбинат  | Ачинск            | 1970        | 1,1             |
| Флаг России    | Богословский алюминиевый завод | Краснотурьинск    | 1944        | 1,052           |
| Флаг России    | Уральский алюминиевый завод    | Каменск-Уральский | 1939        | 0,768           |
| Флаг Австралии | Queensland Alumina Ltd (20 %)  | Гладстоун         | 1967        | 4,058           |
| Флаг Ирландии  | Aughinish Alumina              | Огиниш            | 1983        | 1,990           |
| Флаг Ямайки    | Alpart                         | Мандевилль        | 1968        | 1,65            |
| Флаг Ямайки    | Windalco                       | Кирквайн          | 1953        | 1,21            |
| Флаг Гвинеи    | Глинозёмный завод во Фрие      | Фриа              | 1960        | 0,65            |

| Страна      | Название                      | Площадка      | Год запуска | Мощность, млн т |
| ----------- | ----------------------------- | ------------- | ----------- | --------------- |
| Флаг России | Севуралбокситруда             | Североуральск | 1938        | 3,0             |
| Флаг России | Боксит Тимана                 | район Ухты    | 1992        | 3,2             |
| Флаг Гвинеи | Компания бокситов Киндии      | Киндиа        | 1974        | 3,4             |
| Флаг Гвинеи | Глинозёмный завод во Фрие     | Фриа          | 1960        | 2,1             |
| Флаг Гайаны | Bauxite Company of Guyana Inc | Джорджтаун    | 2004        | 1,7             |

### Энергетика
Энергетический сегмент Эн+ — крупнейший в мире независимый производитель гидроэнергии.
Группа управляет генерирующими активами общей установленной мощностью 19,7 ГВт, из которых 15,1 ГВт приходится на гидроэлектростанции (ГЭС), а также 17,0 тысяч Гкал/ч установленной тепловой мощности.
Выработка электроэнергии «Эн+» по результатам 2023 года выросла на 1,5% по сравнению с показателем за прошлый год и составила 85,2 млрд кВт.ч, указывается в отчете энергокомпании.
Производство электроэнергии на гидроэлектростанциях группы в 2023 году составило 68,8 миллиарда киловатт-часов (уменьшение на 0,3%), в то время как производство электроэнергии на тепловых электростанциях группы выросло на 10,1% и достигло 16,4 миллиарда киловатт-часов.
Увеличение производства электроэнергии на тепловых электростанциях по сравнению с 2022 годом связано с ростом потребления электроэнергии в Иркутской энергосистеме на 4% (на 295 МВт). Кроме того, снижение генерации на гидроэлектростанциях Ангарского каскада в первом полугодии 2023 года также оказало влияние на этот рост, пояснили в компании.

#### Ключевые активы En+ Group в энергетической отрасли
| Страна      | Название          | Место       | Годы запуска | Мощность, МВт |
| ----------- | ----------------- | ----------- | ------------ | ------------- |
| Флаг России | Красноярская ГЭС  | Дивногорск  | 1972         | 6000          |
| Флаг России | Братская ГЭС      | Братск      | 1966         | 4500          |
| Флаг России | Усть-Илимская ГЭС | Усть-Илимск | 1980         | 3840          |
| Флаг России | Иркутская ГЭС     | Иркутск     | 1956         | 662           |

#### Программа «Новая энергия»
Широкомасштабная модернизация крупнейших ГЭС компании нацелена на выработку дополнительных 2,5 млрд кВтч электроэнергии с использованием того же количества воды, проходящей через турбины, по сравнению с 2007 годом. Программа не только обеспечивает долгосрочную, надежную и доступную электроэнергию для населения и экономики Сибири, значительно снижает риски утечки масла или смазочных материалов в воду, но и помогает снизить спрос на электроэнергию, вырабатываемую близлежащими угольными электростанциями. Проект позволит сократить выбросы парниковых газов как минимум на 2,5 млн тонн CO2 в год с 2026 года.
| Страна      | Название           | Место            | Год запуска | Мощность, МВт |
| ----------- | ------------------ | ---------------- | ----------- | ------------- |
| Флаг России | ТЭЦ-10             | Ангарск          | 1959        | 1100          |
| Флаг России | ТЭЦ-9              | Ангарск          | 1963        | 540           |
| Флаг России | Ново-Иркутская ТЭЦ | Иркутск          | 1975        | 708           |
| Флаг России | Усть-Илимская ТЭЦ  | Усть-Илимск      | 1978        | 515           |
| Флаг России | ТЭЦ-11             | Усолье-Сибирское | 1959        | 350           |
| Флаг России | ТЭЦ-6              | Братск           | 1965        | 270           |
| Флаг России | Ново-Зиминская ТЭЦ | Саянск           | 1980        | 260           |
| Флаг России | Автозаводская ТЭЦ  | Нижний Новгород  | 1931        | 580           |

Возобновляемая энергетика
В 2015 году En+ Group запустила Абаканскую солнечную станцию. Её установленная мощность — 5,2 МВт.

#### Развитие сети электрозаправочных станций
В конце 2022 года En+ открыл три новые электрозаправочные станции (ЭЗС) в Иркутской области — микрорайоне Ново-Ленино в Иркутске, а также в Усольском и Черемховском районе. Общее количество зарядных станций En+ Group в регионе возросло до 16. В августе 2022 года потребление электроэнергии составило рекордные 23 тыс. кВт·ч. Услугами электрозаправочных станций En+ воспользовалось более 1300 владельцев электромобилей, а общее число зарядных сессий превысило 30 тыс..

### Показатели деятельности
Чистая прибыль «Эн+ Груп»  по МСФО сократилась в 2023 г. в 2,6 раза к предыдущему году до $716 млн. Об этом сообщается в отчетности компании от 21 марта. Выручка группы снизилась в годовом выражении на 11,5% до $14,6 млрд, скорректированная EBITDA – на 30,8% до $2,2 млрд.

## Социальные проекты

### Проект «360»
В 2011 году En+ Group запустила экологический волонтерский проект «360». Считается одним из самых массовых эковолонтерских проектов России. За 12 лет добровольцами проекта «360» стали около 153 000 человек. Их усилиями убрано и утилизировано около 4500 т мусора в различных регионах РФ. С 2020 года проект проходит в трех форматах: экоакции в городах ― Иркутске, Братске, Усть-Илимске, Дивногорске, Миассе, Нижнем Новгороде, Улан-Удэ, Северобайкальске, Красном Чикое, он-лайн экомарафон для тех, кто хочет сделать свою жизнь экологичнее и традиционная уборка на Байкале, организованная для муниципальных образований Иркутской области и Республики Бурятия, расположенных непосредственно возле озера.

### «На лыжи!»
Совместный проект En+ Group, РУСАЛа и Федерации лыжных гонок России. Цель «На лыжи!» — популяризация лыжного спорта и здорового образа жизни. Основа проекта — создание в регионах современной качественной инфраструктуры для занятия лыжным спортом и усиление тренерского состава. Для повышения качества лыжной инфраструктуры, модернизации лыжных баз, стадионов и других объектов, проведения образовательных проектов и многих других инициатив в эту программу вложено более 120 млн руб. В январе 2022 при поддержке En+ Group на телеканале «Матч ТВ» вышел в эфир первый выпуск нового телепроекта «На лыжи с Еленой Вяльбе».

### Мультилаб En+
«Мультилаб En+» — проект создания на базе школ современных центров развития компетенций в области робототехники, электроники, 3D-моделирования (инженерного дизайна), интернета вещей, видеопроизводства и soft skills. В 2022 году открыты три Мультилаба:
· школа № 64 с углубленным изучением отдельных предметов (Иркутск)
· гимназия № 10 имени А. Е. Бочкина (Дивногорск)
· Красноярский краевой Дворец пионеров (Красноярск)

### Грантовый конкурс экологических проектов
En+ помогает местным активным жителям, НКО, предпринимателям, бюджетным и социальным учреждениям придумать и реализовать свой проект в сфере экологии. Цель конкурса — внедрение и дальнейшее развитие новых механизмов поддержки местного сообщества и его инициатив в области охраны окружающей среды. Выиграть грант от компании могут жители Иркутска, Байкальска, Усть-Илимска, Ангарска, Красноярска, Дивногорска, Миасса, Нижнего Новгорода и Республики Бурятия. Размер грантового фонда в 2022 году составил 10 млн руб. За три года проведения конкурса получено около 450 заявок и поддержано 60 экопроектов. На конкурсе рассматриваются проекты по защите озера Байкал и его природных территорий, а также других водных объектов.

### Программа «Детство со знаком+»
Программа Эн+ по строительству современных детских площадок. Новые комплексы построены в Иркутске, Ангарске, Дивногорске, Тулуне, Свирске, Железногорск-Илимске. Площадки включают центральный игровой элемент — комплекс с горкой и системой для лазания, современные качели, качалки для детей младшего возраста, лавочки и урны.

## Критика
Компанию критикуют за загрязнение воздуха в Братске, Красноярске, Саяногорске её предприятиями, нарушение экологических систем Байкала её электростанциями.